# 帕拉格·阿格拉瓦爾
帕拉格·阿格拉瓦爾（英語：Parag Agrawal，1984年5月21日—）是一名印度裔美國軟體工程師，前任Twitter執行長。

## 早期生活與教育
阿格拉瓦爾出生於印度拉賈斯坦邦的阿傑梅爾。在1980年代搬到孟買前，他與祖父母住在一間租賃的房子裡。他的父親是印度原子能部的一名高級官員，母親則是孟買大學的一名退休經濟學教授。
2001年，他在原子能中心學校和第四初級學院完成高中的學業。
2005年，阿格拉瓦爾從孟買印度理工學院獲得計算機科學與工程的技術學士學位。同年他搬到美國，在珍妮佛·維多姆的指導下攻讀史丹佛大學的計算機科學博士學位。他在2012年發表的史丹佛博士論文題目是《在數據管理及整合中納入不確定性》。

## 事業
在2011年成為Twitter的軟體工程師之前，阿格拉瓦爾曾在微軟研究院和雅虎研究院從事研究實習工作。2017年10月，在亞當·馬斯辛格（Adam Massinger）離職後，Twitter宣布任命阿格拉瓦爾為技術長。2019年12月，Twitter執行長傑克·多西宣布阿格拉瓦爾將負責Bluesky項目，這是一項開發去中心社交網路協議的倡議。2021年11月，多西宣布他將辭去Twitter執行長的職務，並由阿格拉瓦爾立即接替。作為執行長，阿格拉瓦爾獲得100萬美元的年薪及價值1,250萬美元的股份
2022年10月28日，在伊隆·馬斯克買下Twitter後，阿格拉瓦爾當日即遭解雇。

## 關於網路言論的觀點與政策
在2020年11月接受《麻省理工科技評論》的採訪中，當被問及言論自由問題時，阿格拉瓦爾回答「我們的角色是為健康的公共對話服務，而不是受第一修正案的約束，……［並］不太注重思考言論自由問題，而是思考時代如何變化。」

## 個人生活
阿格拉瓦爾與風險投資公司Andreessen Horowitz的普通合夥人Vineeta Agarwal結婚。他們有兩個孩子，分別於2018年與2022年出生。他作為Twitter的執行長，為第二個出生的孩子請了陪產假。